# اتو کایزر (اسکیت‌باز)
اتو کایزر (انگلیسی: Otto Kaiser; ۸ مهٔ ۱۹۰۱ – ۷ ژوئن ۱۹۷۷) اسکیت‌باز نمایشی اهل اتریش بود.